# Prästtjärnen (Sättna socken, Medelpad)
Prästtjärnen är en sjö i Sundsvalls kommun i Medelpad och ingår i Selångersåns huvudavrinningsområde.